# Retznei
Retznei (slowenisch Rečje) ist ein Ort an der Mur in der Steiermark wie auch Ortsteil, Ortschaft und Katastralgemeinde der Gemeinde Ehrenhausen an der Weinstraße im Bezirk Leibnitz der Südweststeiermark.

## Geographie

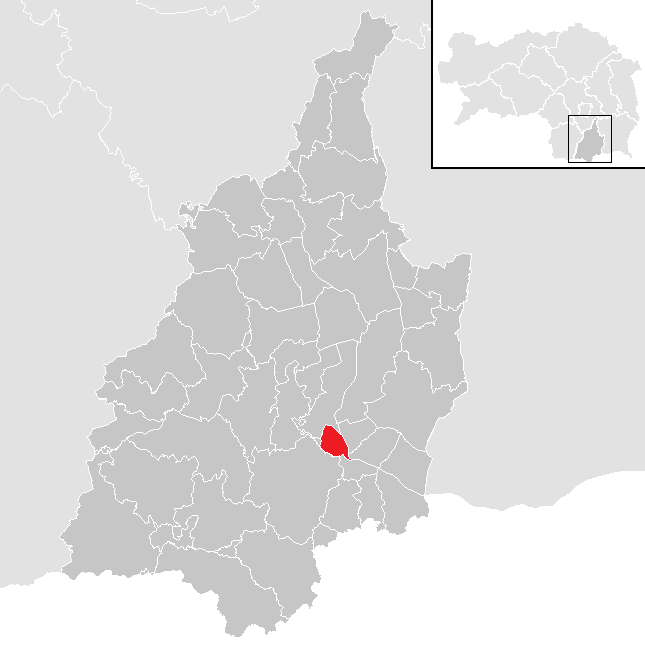
Lage im Bezirk Leibnitz

Retznei befindet sich etwa 6 Kilometer südöstlich von Leibnitz, etwa ebensoweit nordwestlich vom Grenzübergang Spielfeld/Šentilj, direkt nordwestlich des Gemeindehauptorts Ehrenhausen. Es liegt am rechten Murufer unterhalb der Sulmmündung, am Fuß der Windischen Büheln und Rand der Murebene.
Der Ort Retznei liegt auf um die 360 m ü. A. Höhe am Talausgang des Retzneibachs (Aflenzbach), der südlich des Orts bei Ehrenhausen in die Mur mündet, die Talung dieses Bachs erstreckt sich nordwest-, dann westwärts. Östlich direkt am Murufer liegt das große Zementwerk Retznei (Lafarge Perlmooser), dessen Steinbrüche sich nördlich am Hügelsporn Rosenberg Sulm/Rezneibach, und westlich des Orts befinden. Das Ortschafts- und Katastralgebiet umfasst 154 Hektar, gut 90 Adressen und 390 Einwohner.
Zum Ortsteil Retznei der Gemeinde gehört auch die Ortschaft und Katastralgemeinde Unterlupitscheni, womit dieses Gebiet, das die ehemalige Gemeinde darstellt, 331 ha, um die 110 Adressen (170 Gebäude) und 430 Einwohner hat.

### Nachbarorte
| Unterlupitscheni (O u. KG) (G)                   | Wagna (O u. KG, Gem. Wagna) (W) Mur (W)     | Obervogau (O, KG u. OT, Gem. Straß i.Stmk.)             |
| Grubtal (G) (O, KG Grubthal, Gem. Gamlitz)       | Kompassrose, die auf Nachbargemeinden zeigt | Vogau (O u. OT, KG Untervorgau, Gem. Straß i.Stmk.) (E) |
| Weinleiten (in:) Gamlitz (O u. KG, Gem. Gamlitz) | Ehrenhausen (O, KG u. OT)                   | Mur                                                     |

## Geschichte

### Frühgeschichte und Antike
Der Ort war schon in der mittleren Bronzezeit besiedelt. Aus der darauf folgenden Hallstattzeit stammen keine Funde. Eine ausgedehnte spätlatènezeitliche Ansiedlung, die vielleicht als Gehöftgruppe bezeichnet werden kann, befand sich auf derselben Stelle.
In der römischen Kaiserzeit wurden dort mehrere Gebäudetrakte errichtet. Mindestens zwei Badegebäude stammen aus dieser Zeit, sowie luxuriöse mit Wandmalereien und Mosaiken ausgestattete Räume (Römische Villa Retznei/Kreuzacker). Ein Bau wird als Nymphäum bezeichnet, und aus diesem Grund die Überlegung angestellt, ob es sich bei der gesamten Anlage nicht um eine private Villa, sondern ein Quellheiligtum mit angeschlossenen Thermenkomplex im Nahbereich der Stadt Flavia Solva handeln könnte. Auch ein gefundener Altar weist in diese Richtung. Der Römersteinbruch bei Unterlupitscheni belegt die wirtschaftliche Anbindung des Raumes an die Stadt insgesamt.
Als archäologische Fundstelle das Gebiet von Retznei seit dem Ende des 19. Jahrhunderts bekannt, als erste Ausgrabungen durch den Numismatiker Friedrich Pichler durchgeführt wurden.
Nähere Untersuchungen, bei denen zunächst der Ort der Altgrabung lokalisiert werden konnte, haben in den Jahren 2005 bis 2010 stattgefunden.

### Mittelalter und frühere Neuzeit
Auf dem Rosenberg stand ein bewohnbarer Wehrturm, den die Pettauer als Salzburger Lehensmänner besaßen. Nach erlöschen dieses Rittergeschlechts wurde der Turm 1438 landesfürstlich, und weitervergeben. Hier saß wohl die Verwaltung des Weinbaues Lupitscheni, der als Name im frühen 12. Jahrhundert und als Weinbau 1408 urkundlich ist. Die Dauerbesiedelung in den Weinbergen entstand erst in der mittleren Neuzeit.
Beim Rückmarsch der Türken von Wien wurde die Gegend 1532 verwüstet und lag noch 1541 öde. 1636 brach in Oberlupitscheni die Pest aus und verbreitete sich über das ganze Weinbaugebiet.
Der Wein war bis in das frühere 19. Jahrhundert von minderer Qualität, und als „Wurstwein“ (Jausenwein) tituliert. 1885 wird dann schon von „guter Qualität“ berichtet. 1861 betrug die Anbaufläche um die 21 Hektar (davon nur 1 ha im Ort selbst), mit etwa 300 Gulden Ertrag.

### Ehemalige Gemeinde
Die Aufhebung der Grundherrschaften erfolgte 1848. Die Ortsgemeinde als autonome Körperschaft des Kronlands Steiermark (Herzogtum Steyer) entstand 1850 nach der Revolution 1848/49. Dabei kam von den „Berghäusern“ im Weinbaugebiet Lupitscheni am Retzneibach der talsauswärtige Teil, dann Unterluitscheni genannt, zu Retznei, während Oberlupitscheni (oberhalb von Aflenz) zu Seggauberg eingemeindet wurde.
Sie umfasste um 1869 (Gründung Österreich-Ungarns) etwa 70 Gebäude mit gut 400 Einwohnern, dabei hatte das Dorf selbst nur 25 Gebäude mit gut 150 Einwohnern, der Rest wohnte im heutigen Unterlupitscheni.
Nach der Annexion Österreichs 1938 kam die Gemeinde zum Reichsgau Steiermark, 1945 bis 1955 war sie Teil der britischen Besatzungszone in Österreich.
Seit 2015 ist Retznei im Rahmen der steiermärkischen Gemeindestrukturreform mit den Gemeinden Berghausen, Ehrenhausen und Ratsch an der Weinstraße zusammengeschlossen, die neue Gemeinde führt den Namen Ehrenhausen an der Weinstraße.
Das ehemalige Gemeindegebiet wird als Ortsteil (Ortsbereich) der neuen Gemeinde weitergeführt.
Letzter Bürgermeister war  Detlef Gruber (SPÖ). Der Gemeinderat setzte sich nach den Wahlen von 2010 wie folgt zusammen: 6 SPÖ, 3 ÖVP.

### Einwohnerentwicklung
|                |                | Hzgt. Steyer   | Hzgt. Steyer    | Hzgt. Steyer    | Hzgt. Steyer        | Hzgt. Steyer        | Hzgt. Steyer        | Hzgt. Steyer        | Hzgt. Steyer        | Hzgt. Steyer        | Hzgt. Steyer        | Bld. Steiermark     | Bld. Steiermark     | Bld. Steiermark     | Bld. Steiermark     | Bld. Steiermark     | Bld. Steiermark     | Bld. Steiermark     | Bld. Steiermark     | Bld. Steiermark     | Bld. Steiermark | Bld. Steiermark |
| (Mon. Österr.) | (Mon. Österr.) | (Mon. Österr.) | (Kthm. Österr.) | (Kthm. Österr.) | (Österreich-Ungarn) | (Österreich-Ungarn) | (Österreich-Ungarn) | (Österreich-Ungarn) | (Österreich-Ungarn) | (Republik. Österr.) | (Republik. Österr.) | (Republik. Österr.) | (Republik. Österr.) | (Republik. Österr.) | (Republik. Österr.) | (Republik. Österr.) | (Republik. Österr.) | (Republik. Österr.) | (Republik. Österr.) | (Republik. Österr.) |                 |                 |
| 1406 1         | 1770           | 1782           | 1812            | 1846            | 1869                | 1880                | 1890                | 1900                | 1910                | 1923                | 1934                | 1951                | 1961                | 1971                | 1981                | 1991                | 2001                | 2013                |                     |                     |                 |                 |
| EW             | Gem./OT        | –              | –               | –               | –                   | –                   | 410                 | 437                 | 400                 | 411                 | 504                 | 510                 | 551                 | 625                 | 625                 | 609                 | 510                 | 441                 | 418                 | 425                 |                 |                 |
| EW             | Ortschaft      | –              | 140             | 149             | 109                 | 127                 | 157                 | –                   | –                   | –                   | –                   | –                   | –                   | 383                 | 380                 | 422                 | 418                 | 376                 | 369                 | 393                 |                 |                 |
| Geb.           | Gem./OT        | 14 1           | –               | –               | –                   | –                   | 71                  | 74                  | 74                  | 75                  | 81                  | 91                  | 90                  | 88                  | 100                 | 99                  | 3146                | 141                 | 166                 | –                   |                 |                 |
| Geb.           | Ortschaft      | 14 1           | 223             | 30              | 228                 | –                   | 25                  | –                   | –                   | –                   | –                   | –                   | –                   | 44                  | 50                  | 56                  | 3118                | 121                 | 149                 | –                   |                 |                 |

Quelle: Hist. Ortslexikon

## Wirtschaft und Infrastruktur

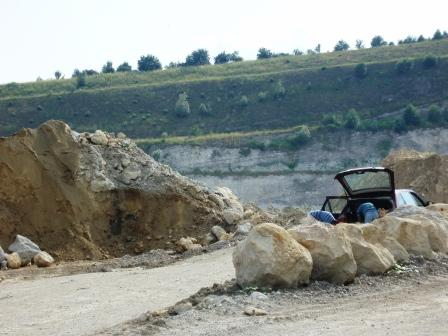
Steinbruch Retznei

Retznei lebt hauptsächlich von der Landwirtschaft. Wichtigste Anbaugüter sind: Weintrauben, Obst (für Apfelsaft, Schnaps), Kürbisse und Bohnen. Zahlreiche Weine kommen aus dieser Region, die schon bei Weinverkostungen Preise gewonnen haben. Die Gemeinde Retznei ist auch für gute und prämierte Schnäpse bekannt.
Wichtigster Arbeitgeber ist die Firma Lafarge Perlmooser, einer der weltweit größten Zementhersteller. Das Unternehmen betreibt ein Werk und den Steinbruch Retznei, einen großen Kalksteinbruch, welcher sich auf zwei Aufschlüsse aufteilt. Der ältere ist schon seit der vorigen Jahrhundertwende in Betrieb, wird aber zurzeit rekultiviert und in ein großes Biotop umgewandelt. Der zweite Bruch am Rosenberg wurde erst vor einigen Jahren großtechnisch erschlossen.
Bildung:
- Musikvolksschule, Pädagogischer Panther 2000[12]

## Kultur und Sehenswürdigkeiten
- Ortskapelle Maria Hilf
- Museum Villa Retznei und Römische Villa Kreuzacker: In einem denkmalgeschützten Rauchstubenhaus des mittleren 18. Jahrhunderts ist das Römermuseum mit paläontologischen Funden aus dem Steinbruch Perlmooser und als sonstiges Heimatmuseum angesiedelt. Es wird in Zusammenarbeit mit dem Verein Archäologisch Soziale Initiative Steiermark (Asist) betrieben. Die Ausgrabungen, 300 m vom Museum entfernt, sind ebenfalls zu besichtigen.[13][14][15][16]
- Pestsäule: Das schlanke barocke Steindenkmal erinnert an die Pestopfer (1636, vielleicht auch 1672). Es stand ursprünglich am Rosenberg und wurde 1997 im Ort wiederaufgestellt.[17]

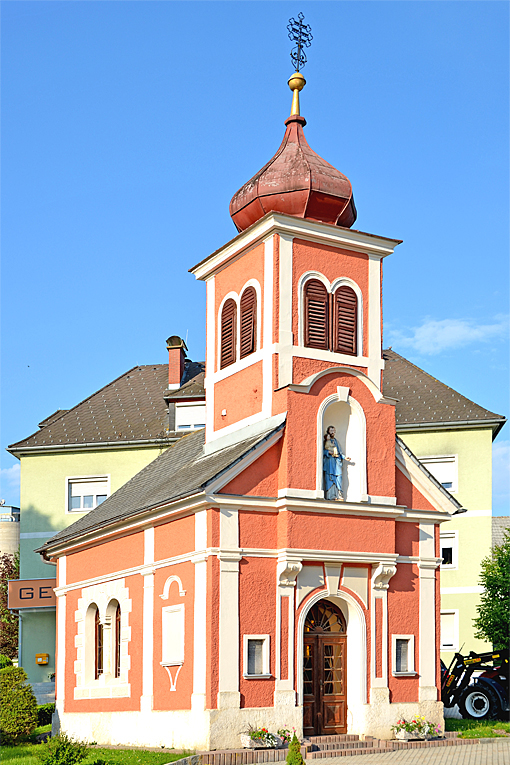
Maria-Hilf-Kapelle
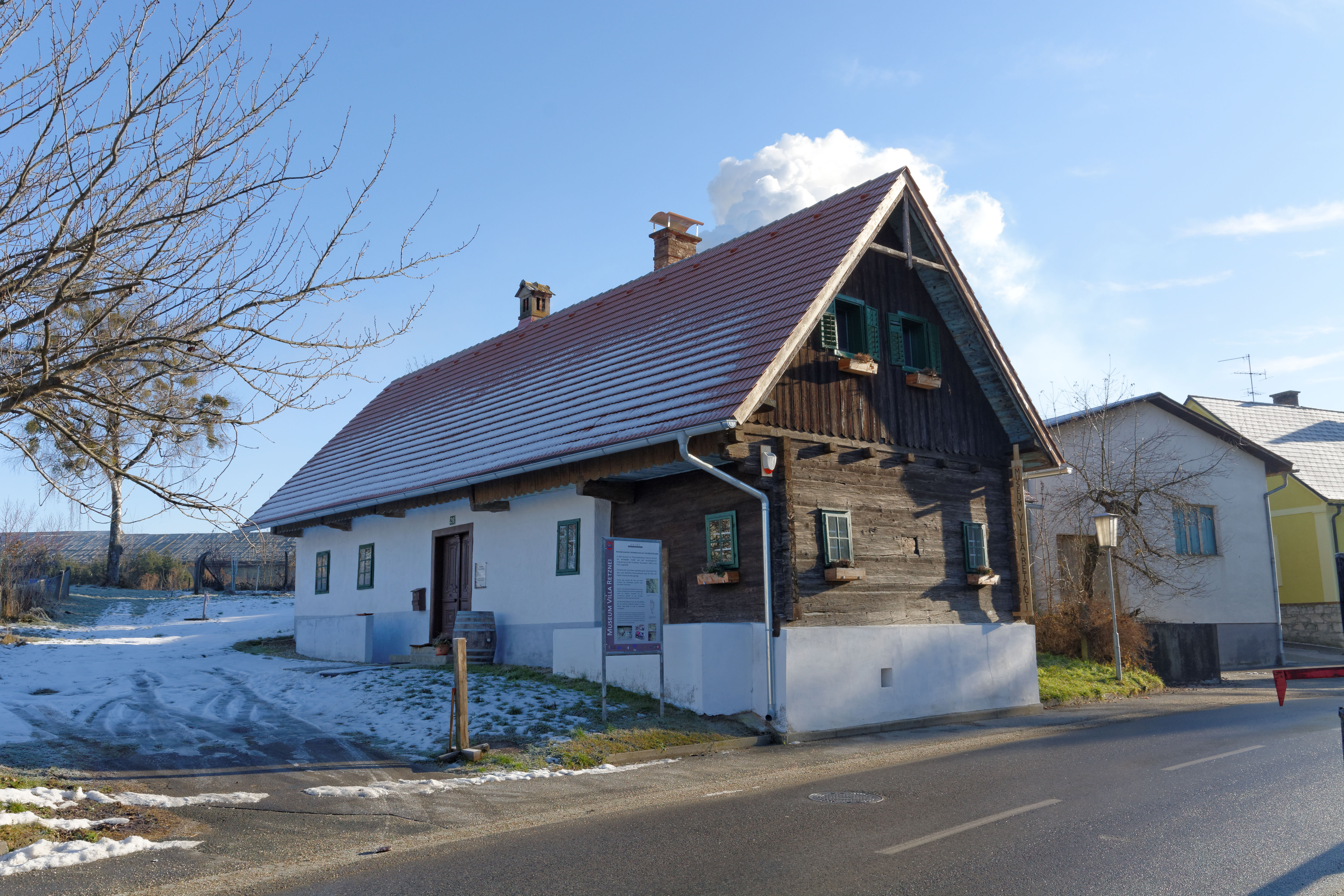
Rauchstubenhaus, Museum
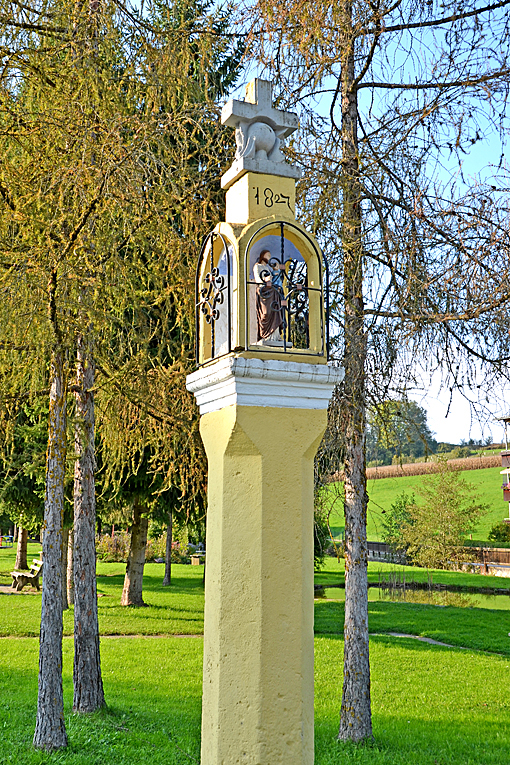
Pestsäule

## Persönlichkeiten
- Detlef Gruber (1952–2025), Politiker der SPÖ, Bürgermeister und Abgeordneter im Steiermärkischen Landtag